# Cybister marginicollis
Cybister marginicollis är en skalbaggsart som beskrevs av Karl Henrik Boheman 1848. Cybister marginicollis ingår i släktet Cybister och familjen dykare. Inga underarter finns listade i Catalogue of Life.